# Office national du tourisme tunisien
L'Office national du tourisme tunisien (ONTT) est un établissement public tunisien à caractère administratif doté de la personnalité civile et de l'autonomie financière. Il est placé sous la tutelle du ministère du Tourisme.
L'ONTT est un acteur principal dans le secteur du tourisme en Tunisie. Il a pour mission essentielle de mettre en œuvre la stratégie de l'État en matière touristique, de développer, de réglementer et de contrôler l'activité touristique, d'assurer la formation hôtelière et touristique et de promouvoir et commercialiser le produit « Tunisie », aussi bien au niveau national qu'à l'étranger.